# Geoffrey Parrinder
Edward Geoffrey Simons Parrinder, conocido como Geoffrey Parrinder ( * New Barnet, Hertfortshire, 10 de abril de 1910 - 19 de junio de 2005), profesor de religiones comparadas del King's College de Londres, metodista, autor de numerosos libros sobre esa disciplina. Su libro más famoso fue What World Religions Teach Us (1968).
Trabajó como misionero en Dahomey y Costa de Marfil (1933-1946) y se convirtió en un experto en religiones del África Occidental. Estudió francés y teología en Montpellier. Luego ingresó a la Universidad de Londres, donde obtuvo dos doctorados. Enseñó religiones comparadas en el King's College de Londres entre 1958 y 1977. Presidió varias sociedades dedicadas al estudio de las religiones del mundo. Fue nombrado doctor honoris causa por la Universidad de Lancaster (Reino Unido).